# Kelly Leigh
Kelly Leigh, née le 15 avril 1967, est une actrice pornographique américaine.

## Filmographie succincte
- 2006 Women Seeking Women 27
- 2006 Lesbian Seductions - Older/Younger 7
- 2006 Lesbian Seductions - Older/Younger 8
- 2007 Lesbian Seductions - Older/Younger 11
- 2007 Lesbian Seductions - Older/Younger 16
- 2007 Lesbian Seductions - Older/Younger 17
- 2008 Lesbian Seductions - Older/Younger 21
- 2008 Women Seeking Women 49
- 2009 Mother-Daughter Exchange Club 4
- 2010 Cougar Cuntry 5
- 2011 12 Nasty Girls Masturbating 17
- 2012 Suck it Like a Lollipop 2
- 2013 MILF and Teen Lesbian Lovers
- 2014 Women Seeking Women 112
- 2015 Big Housewives
- 2016 I Caught My Daughter Fucking My Boyfriend
- 2017 Anaconda Vs Cougars 3